# Mercedes-Benz Welt
Mercedes-Benz Welt ili Mercedes-Benz Museum, automobilski muzej u Stuttgartu. Pokriva područje povijesti branda Mercedes-Benz i svega povezanog uz njegovo stvaranje, razvoj i širenje. Smješten je u blizini međunarodnog sjedišta tvrtke Daimler AG, nasljednice Daimler-Benza.
Najposjećenija je muzejska ustanova u Stuttgartu, sa sedam milijuna posjetitelja godišnje iz 160 država svijeta.

## Vanjske poveznice
|  | Zajednički poslužitelj ima još gradiva o temi Mercedes-Benz |

- Službene međumrežne stranice muzeja  Arhivirana inačica izvorne stranice od 16. veljače 2019. (Wayback Machine) pri www.mercedes-benz.com